# 冷泉為豊
冷泉 為豊（れいぜい ためとよ）は、戦国時代の公卿。権中納言・冷泉為孝の子。官位は従三位・非参議。下冷泉家4代。初名は為名（ためな）。

## 経歴
後柏原朝の永正7年（1510年）叙爵。侍従、左近衛少将、信濃介、左近衛中将、美濃権介を歴任し、天文20年（1551年）従三位・非参議に任ぜられ、公卿に列する。永禄元年（1558年）致仕し、子の為純とともに播磨国へ下向する。永禄3年（1560年）57歳で出家。出家後の消息は不明。

## 官歴
『公卿補任』による
- 永正元年（1504年） 某日：誕生
- 永正7年（1510年） 3月6日：叙爵（従五位下）
- 永正14年（1515年） 4月9日：元服、侍従。5月3日：従五位上
- 永正18年（1519年） 3月17日：正五位下。10月28日：左近衛少将
- 大永2年（1519年） 3月29日：信濃介
- 大永6年（1523年） 6月26日：従四位下
- 天文13年（1544年） 9月1日：従四位上。9月3日：左近衛中将
- 天文14年（1545年） 3月25日：美濃権介。3月27日：正四位下
- 天文20年（1551年） 7月27日：従三位、非参議。8月某日：侍従
- 永禄3年（1560年） 某日：出家

## 系譜
- 父：冷泉為孝[1]
- 母：不詳[1]
- 生母不明の子女
  - 長男：冷泉為純[1]（1530-1578）
  - 次男：甘露寺経元[1]（1535-1585） - 甘露寺伊長の養子